# District de Dorneck
Le district de Dorneck est un ancien district suisse, situé dans le canton de Soleure. Il forme depuis 2005, avec le district de Thierstein, la circonscription électorale de Dorneck-Thierstein.

## Communes
| Nom                    | N° OFS | Population (décembre 2022) |
| ---------------------- | ------ | -------------------------- |
| Bättwil                | 2471   | +001 169,                  |
| Büren                  | 2472   | +001 066,                  |
| Dornach                | 2473   | +006 795,                  |
| Gempen                 | 2474   | +000923,                   |
| Hochwald               | 2475   | +001 273,                  |
| Hofstetten-Flüh        | 2476   | +003 353,                  |
| Metzerlen-Mariastein   | 2477   | +000946,                   |
| Nuglar-Sankt Pantaleon | 2478   | +001 542,                  |
| Rodersdorf             | 2479   | +001 382,                  |
| Seewen                 | 2480   | +001 065,                  |
| Witterswil             | 2481   | +001 446,                  |
| Total                  | Total  | +020 960,                  |